# 5-я кавалерийская дивизия (Российская империя)
5-я кавалерийская дивизия — кавалерийское соединение в составе Русской императорской армии.
Штаб дивизии: Чугуев (1869), Влоцлавск (1903), Самара (1913). Входила в 16-й армейский корпус.

## История дивизии

### Формирование
До 1875 года в составе русской армии существовала 5-я кавалерийская дивизия первого формирования. Она вела историю от 6-й лёгкой кавалерийской дивизии, образованной в 1833 году при очередной реорганизации кавалерии. В её состав входили два гусарских и два уланских полка, разделённых побригадно. В 1835 году номера лёгких кавалерийских дивизий были изменены, при этом прежняя 5-я стала 4-й, а прежняя 6-я стала 5-й.
После упразднения 17 апреля 1856 года 2-го резервного кавалерийского корпуса, в состав каждой лёгкой кавалерийской дивизии было включено по одному драгунскому полку. Бригадное деление внутри дивизий было упразднено. После разделения в 1856 году драгунских полков пополам, в дивизиях стало по два драгунских полка. После упразднения кирасирских полков и кирасирской дивизии в 1860 году слово «лёгкая» было исключено из названия кавалерийских дивизий.
В 1873 году в каждой кавалерийской дивизии было образовано по две бригады, по три полка в каждой (один драгунский, один уланский и один гусарский).
27 июля 1875 года в ходе следующей реорганизации кавалерии вторые бригады дивизий были отделены и развёрнуты в новые дивизии. В состав каждой дивизии было добавлено по одному казачьему полку. Таким образом, в каждую кавалерийскую дивизию после 1875 года входило по две бригады, включавшие четыре полка (первая бригада - драгунский и уланский, вторая - гусарский и казачий). Дивизиям была присвоена новая нумерация, при этом дивизионный штаб и 1-я бригада прежней 5-й дивизии составили основу новой 9-й. Из дивизионного штаба и 1-й бригады прежней 3-й дивизии была образована новая 5-я кавалерийская дивизия, существовавшая до 1918 г.. В таком виде кавалерийские дивизии просуществовали до 1918 года, при этом к нач. XX в. различия между видами кавалерии в вооружении и тактике постепенно стираются, сохраняясь в названиях и деталях униформы.

### Боевые действия
Первая мировая война.
С 29.07.1914 г. была в составе 2-й армии (Северо-Западный фронт).
11.08.1914 г. дивизия вошла в состав 9-й армии Юго-Западного фронта.
К 15.09.1914 г. дивизия была в Сводном Кавалерийском корпусе, 9-я армия (Юго-Западный фронт).
С 23.09.1914 г. 5-я Кавалерийская дивизия в составе корпуса вошла в Варшавский отряд при 2-й армии (Северо-Западный фронт). С 15.10.1914 г. этот корпус назван 1-м кавалерийским корпусом (Северо-Западный фронт).
К 01.12.1914 г. весь был корпус передан в  5-ю армию, а дивизия была выведена из состава корпуса.
С 01.01.1915 г. дивизия была в составе в  1-й армии (Северо-Западный фронт).
С 15.02.1915 г. дивизия была в составе 2-й армии (Северо-Западный фронт), была придана 5-му Сибирскому армейскому корпусу.
С 24.04.1915 г. дивизия была возвращена в состав 1-го кавалерийского корпуса, который вошёл в  10-ю армию  (Северо-Западный фронт).
К 15.05.1915 г. дивизия была выведена из состава 1-го кавалерийского корпуса и придана  19-му армейскому корпусу, 10-й армии (Северо-Западный фронт).
С 24.05.1915 г. дивизия вошла в состав вновь образованной 5-й армии (Северо-Западный фронт).
К 01.06.1915 г. дивизия вошла в состав  3-го армейского корпуса (5-я армия, Северо-Западный фронт).
11.08.1915 г. при разделении Северо-Западного фронта дивизия вместе с 5-й армией отошла на Северный фронт.
Дивизия — активная участница боевых действий в Прибалтике весной 1915 г. В апреле 1915 г. нанесла успешный контрудар. В июле - начале августа 1915 г. — участница Митаво-Шавельской операции и Виленской операции.

## Состав дивизии
1833—1835
- 1-я бригада
  - Вознесенский уланский полк
  - Ольвиопольский уланский полк
- 2-я бригада
  - Павлоградский гусарский полк
  - Изюмский гусарский полк

1835—?
- 1-я бригада
  - Бугский уланский полк
  - Одесский уланский полк
- 2-я бригада
  - Ахтырский гусарский полк
  - Александрийский гусарский полк

?—1856
- 1-я бригада
  - Бугский уланский полк
  - Одесский уланский полк
- 2-я бригада
  - Киевский гусарский полк
  - Ингерманландский гусарский полк

1856
- Казанский драгунский полк
- Бугский уланский полк
- Одесский уланский полк
- Киевский гусарский полк
- Ингерманландский гусарский полк

1856—1860
- Казанский драгунский полк
- Черниговский драгунский полк
- Бугский уланский полк
- Одесский уланский полк
- Киевский гусарский полк
- Ингерманландский гусарский полк

1860—1873 (нумерация полков — с 25 марта 1864 года)
- 9-й драгунский Казанский полк

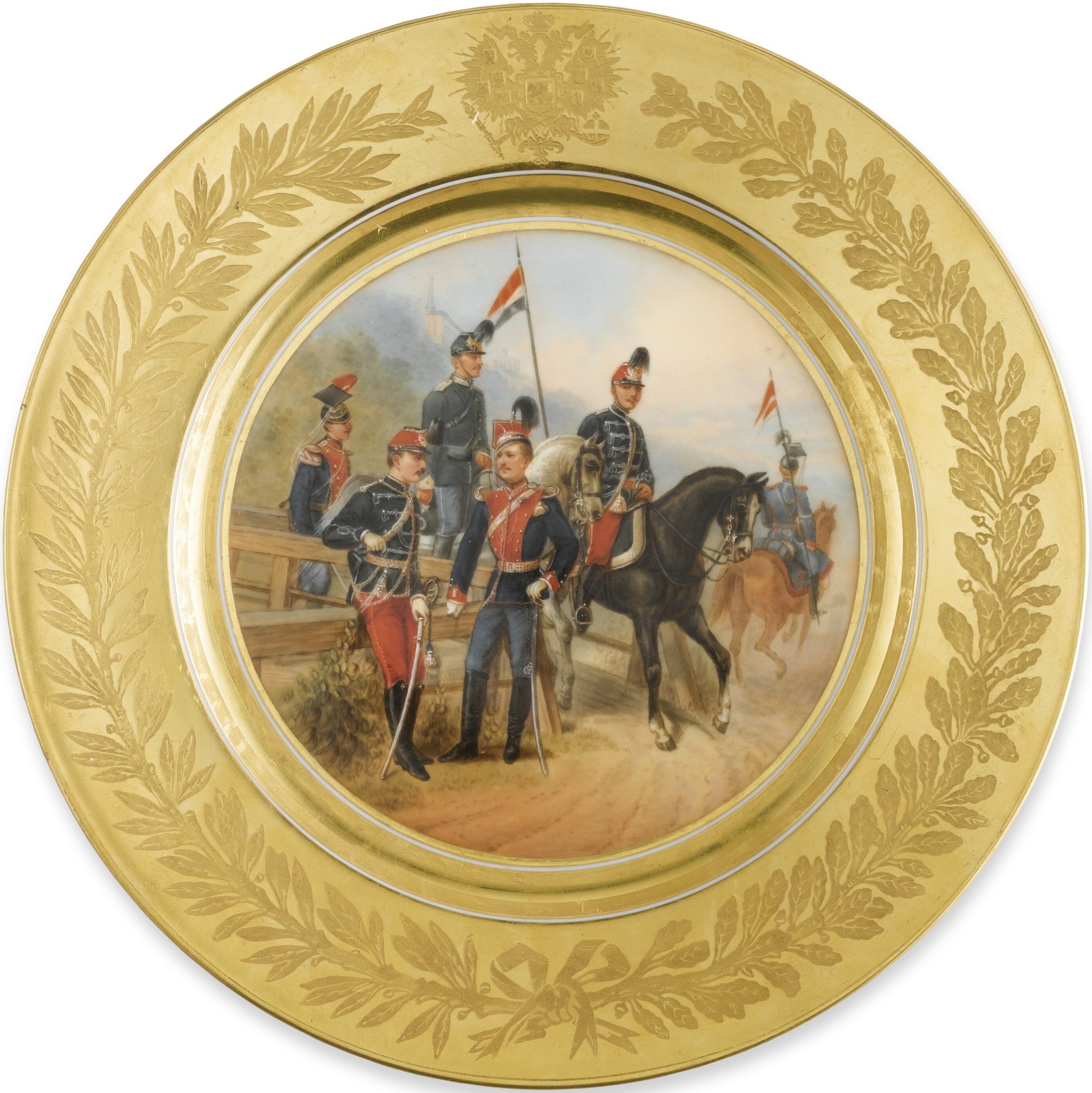
Военнослужащие 5-й кавалерийской дивизии. Слева направо (стоящие на переднем плане): офицер 5-го гусарский Александрийского полка и офицер 5-го уланский Литовского полка. Межу ними на заднем плане офицер 5-го Каргопольского драгунского полка, 1882 г.

- 10-й драгунский Новгородский полк
- 9-й уланский Бугский полк
- 10-й уланский Одесский полк
- 9-й гусарский Киевский полк
- 10-й гусарский Ингерманландский полк

1873—1875
- 1-я бригада
  - 9-й драгунский Казанский полк
  - 9-й уланский Бугский полк
  - 9-й гусарский Киевский полк
- 2-я бригада
  - 10-й драгунский Новгородский полк
  - 10-й уланский Одесский полк
  - 10-й гусарский Ингерманландский полк

с 1875
- 1-я бригада — 1903: Влоцлавск; 1913: Казань:
  - 5-й драгунский Каргопольский полк — 1903: Конин; 1913: Казань
  - 5-й уланский Литовский Короля Виктора Эммануила III полк — 1903: Влоцлавск; 1913: Симбирск
- 2-я бригада — 1885—1903: Калиш; 1913: Самара:
  - 5-й гусарский Александрийский Е. И. В. Государыни Императрицы Александры Феодоровны полк — 1903: Калиш; 1913: Самара
  - 5-й Донской казачий войскового атамана Власова полк — 1903: Велюнь
- 5-й конно-артиллерийский дивизион — 1903: Здунская-Воля (10-я КАБ) [14]; 1913: Самара.

## Командование дивизии
(Командующий в дореволюционной терминологии означал временно исполняющего обязанности начальника или командира. Должности начальника дивизии соответствовал чин генерал-лейтенанта, и при назначении на эту должность генерал-майоров они оставались командующими до момента своего производства в генерал-лейтенанты).

### Начальники дивизии
- 27.07.1875 — 27.05.1881 — генерал-майор (с 30.08.1876 генерал-лейтенант) барон Таубе, Максим Антонович
- 30.08.1881 — 12.07.1891 — генерал-лейтенант Сержпутовский, Осип Адамович
- 10.07.1891 — 07.11.1892 — генерал-майор (с 30.08.1891 генерал-лейтенант) Ризенкампф, Николай Александрович
- 09.11.1892 — 30.05.1895 — генерал-майор Остроградский, Всеволод Матвеевич
- 11.06.1895 — 29.05.1901 — генерал-майор (с 14.05.1896 генерал-лейтенант) князь Эристов, Давид Евстафьевич
- 11.06.1901 — 02.07.1907 — генерал-майор (с 06.12.1902 генерал-лейтенант) Козловский, Павел Александрович
- 12.09.1907 — 29.05.1910 — генерал-лейтенант барон Рауш фон Траубенберг, Евгений Александрович
- 29.05.1910 — 25.02.1912 — генерал-лейтенант Зандер, Георгий Александрович
- 25.02.1912 — 28.01.1915 — генерал-лейтенант Мориц, Александр Арнольдович
- 28.01.1915 — 29.07.1915 — командующий генерал-майор Чайковский, Николай Иванович
- 29.07.1915 — 02.04.1916 — генерал-майор (с 01.01.1916 генерал-лейтенант) Скоропадский, Павел Петрович
- 26.04.1916 — 18.04.1917 — командующий генерал-майор Нилов, Иван Дмитриевич
- 19.04.1917 — хх.хх.хххх — командующий генерал-майор Великопольский, Леонтий Николаевич

### Начальники штаба дивизии
- 27.07.1875 — 14.10.1875 — полковник Туткевич, Яков Ильич
- 04.11.1875 — хх.хх.1878 — полковник Ивашкин, Владимир Николаевич
- хх.хх.1878 — 18.05.1878 — полковник Басов, Павел Николаевич
- 06.07.1878 — 30.06.1880 — и. д. подполковник (с 01.04.1879 полковник) Бекман, Владимир Александрович
- 27.09.1880 — 28.01.1890 — полковник Белинский, Роман Иванович
- 15.03.1890 — 12.07.1891 — полковник Василевский, Николай Александрович
- 22.07.1891 — 27.01.1893 — полковник Волошинов, Фёдор Афанасьевич
- 28.01.1893 — 16.09.1896 — полковник Цуриков, Афанасий Андреевич
- 17.08.1896 — 28.04.1899 — полковник Эйхгольц, Александр Рудольфович
- 18.05.1899 — 02.11.1902 — полковник Косов, Василий Иванович
- 27.11.1902 — 12.12.1904 — полковник Ганжа, Павел Львович
- 07.04.1905 — 14.11.1906 — и. д. подполковник Федотов, Александр Ипполитович
- 14.11.1906 — 27.05.1910 — полковник Максимовский, Николай Николаевич
- 16.06.1910 — 13.12.1912 — полковник Федотов, Александр Ипполитович[15]
- 26.01.1913 — 04.02.1915 — полковник (с 25.07.1915 генерал-майор) Попов, Владимир Николаевич
- 21.02.1915 — 19.05.1915 — и. д. полковник Сычёв, Константин Иванович
- 14.06.1915 — 03.10.1915 — и. д. подполковник Тонких, Иван Васильевич
- 03.10.1915 — 15.04.1917 — и. д. подполковник (с 06.12.1916 полковник) Новиков, Владимир Викторович
- 15.04.1917 — хх.хх.хххх — генерал-майор Махов, Михаил Михайлович

### Командиры 1-й бригады
- 27.07.1875 — 03.06.1881 — генерал-майор Сержпутовский, Осип Адамович
- 13.06.1881 — 07.08.1883 — генерал-майор Эртель, Виктор Иванович
- 07.08.1883 — 18.08.1884 — генерал-майор Блок, Константин Александрович
- 20.10.1884 — 16.09.1894 — генерал-майор Роговский, Николай Михайлович
- 20.09.1894 — 12.12.1900 — генерал-майор барон фон Штемпель, Рейнгольд-Франц-Оскар Александрович
- 18.12.1900 — 28.08.1907 — генерал-майор Офросимов, Дмитрий Петрович
- 28.08.1907 — 04.02.1910 — генерал-майор Казнаков, Николай Николаевич
- 23.02.1910 — 17.10.1910 — генерал-майор барон фон Штемпель, Николай Аркадьевич
- 17.10.1910 — 18.07.1914 — генерал-майор Кузьмин-Короваев, Аглай Дмитриевич
- 29.07.1914 — 13.05.1915 — генерал-майор Петерс, Владимир Николаевич
- 15.05.1915 — 10.11.1915 — полковник (с 27.05.1915 генерал-майор) Никулин, Иван Андреевич
- 09.12.1915 — 19.04.1917 — полковник (с 10.04.1916 генерал-майор) Люце, Николай Павлович
- 19.04.1917 — хх.хх.хххх — полковник (с 10.06.1917 генерал-майор) Коленкин, Александр Николаевич

### Командиры 2-й бригады
- 27.07.1875 — 11.08.1881 — генерал-майор князь Кропоткин (Крапоткин), Пётр Николаевич
- 15.08.1881 — 22.08.1882 — генерал-майор фон Вик, Фёдор Эрнестович
- 22.08.1882 — 30.08.1891[16] — генерал-майор маркиз де Траверсе, Леонид Александрович
- 14.10.1891 — 29.12.1894 — генерал-майор Греков, Порфирий Петрович
- 05.01.1895 — 05.01.1900 — генерал-майор Дуткин, Николай Иванович
- 26.01.1900 — 16.04.1904 — генерал-майор Греков, Владимир Павлович
- 22.06.1904 — 04.04.1905 — полковник (с 21.01.1905 генерал-майор) Вершинин, Алексей Львович
- 05.04.1905 — 28.08.1907 — генерал-майор Казнаков, Николай Николаевич
- 28.08.1907 — 15.06.1910 — генерал-майор Офросимов, Дмитрий Петрович
- 15.06.1910 — 08.10.1913 — генерал-майор Новиков, Александр Васильевич
- 19.11.1913 — 31.01.1915 — генерал-майор Михайлов, Фёдор Николаевич
- 31.01.1915 — 13.11.1915 — генерал-майор Родионов, Василий Матвеевич
- 13.11.1915 — 22.07.1917 — генерал-майор Попов, Владимир Николаевич
- 05.08.1917 — после хх.10.1917 — командующий полковник Юганов, Алексей Фёдорович

### Командиры 5-го конно-артиллерийского дивизиона
- 06.05.1895 — 04.11.1899 — полковник Маковецкий, Михаил Станиславович
- 30.12.1899 — 22.09.1906 — полковник Ромишевский, Модест Владиславович
- 22.09.1906 — 05.05.1909 — флигель-адъютант полковник Гаврилов, Василий Тимофеевич
- 26.05.1909 — 19.03.1915 — полковник Милович, Дмитрий Яковлевич
- 12.04.1915 — 18.02.1917 — полковник Зубовский, Сергей Фаддеевич
- 09.03.1917 — 14.04.1917 — полковник Елчанинов, Сергей Георгиевич
- 21.07.1917 — 05.09.1917 — полковник Бабанин, Пётр Иоасафович
- 20.10.1917 — хх.хх.хххх — полковник Муев, Виктор Владимирович

### Дивизионные врачи, интенданты и благочинные
- 1871 — протоиерей Шеларь, Владимир (дивизионный благочинный)[17].
- 1872—1874 — священник Горбов, Карп Прокопович (дивизионный благочинный)[17].